# كريستين داي
كريستين داي (بالإنجليزية: Christine Day) هي عداءة سريعة جامايكية، ولدت في 23 أغسطس 1986 في أبرشية سانت ماري ‏ في جامايكا.

## وصلات خارجية
- كريستين داي على موقع الاتحاد الدولي لألعاب القوى (الإنجليزية)
- كريستين داي على موقع الدوري الماسي (الإنجليزية)
- كريستين داي على موقع اللجنة الأولمبية الدولية (الإنجليزية)
- كريستين داي على موقع أوليمبيديا (الإنجليزية)
- كريستين داي على موقع اتحاد ألعاب الكومنولث (مؤرشف) (الإنجليزية)